# Козакова Ольга Ігорівна
Коза́кова О́льга І́горівна (*14.3.1951, Одеса, УРСР, СРСР) — українська волейболістка (нападниця), майстриня спорту СРСР міжнародного класу (1976).

## Життєпис
Народилася 1951 року в місті Одеса, 1971-го закінчила Одеський педагогічний інститут.

### Спортивні здобутки
- срібна призерка 21-х Олімпійських ігор (Монреаль 1976)
- чемпіонка Європи (Белград, 1975),
- чемпіонка Всесвітніх універсіад (у Москві 1973 та Софії 1977).
- переможниця 5-ї (1971) та 6-ї (1975) Спартакіад народів СРСР
- володарка Кубка СРСР (1974).

Тричі входила до переліку 24-х найсильніших волейболісток СРСР.
Багаторазова чемпіонка та призерка першостей УРСР.
Член збірних команд СРСР (1975—1977) та УРСР (1970—1979).
Упродовж 1968—1979 років виступала за одеську команду «Медін» (до 1973 — «Буревісник»); тренери — Юрій Курильський, Аркадій Гройсман.
По закінченні активної спортивної кар'єри працювала старшою викладачкою кафедри фізичного виховання Одеської академії будівництва і архітектури (1980—1995). Від 1995 року учителює.